# 岡雅子
岡 雅子（おか まさこ、1月2日 - ）は、日本の女性声優、歌手。愛媛県新居浜市出身。岡真佐子名義で活動していた時期もある。

## 経歴
ぷろだくしょんバオバブを経て西プロモーション所属。
10歳の時に劇団若草に入団、短大卒業まで籍を置き、帝国劇場「王様と私」などに子役として舞台に上がる。桐朋学園大学短期大学芸術科演劇専攻卒業。卒業後は劇団四季に入団「アプローズ」「ジーザスクライストスーパースター」などに出演するが二年ほどで退団。その後、声優・ラジオパーソナリティー・歌手として活動。結婚・出産を経て2003年ごろより再び歌手活動を始める。

## 出演作品

### テレビドラマ
- TBS「噂の刑事トミーとマツ」第11回「トミー変身の秘密 PART-I」（1979年） - 村田モータース社員 役
- NHK総合 「御宿かわせみ」 第2シリーズ 第5回 「秋色佃島」（1982年）
- 毎日放送 「愛を裁けますか」 第13話 「娘が誘拐された!」（1982年） - トキ子 役
- テレビ朝日 「科学戦隊ダイナマン」第3話「コウモリ地獄飛行」、第5話「進化獣のこわい夢」（1983年） - エミの母 役

### 映画
- 東宝 『実写版 火の鳥』（火の鳥の声担当）※岡真佐子名義

### テレビアニメ
- 100万年地球の旅 バンダーブック（1978年、NTV・手塚プロ）※岡真佐子名義
- ヤッターマン 第86話「ジャンダックは聖女だコロン」（1978年、CX・タツノコプロ） - ジャンダック ※岡真佐子名義
- ルパン三世 (TV第2シリーズ) 第108話「哀しみの斬鉄剣」（1979年、NTV・東京ムービー新社） - 浜中奈美 ※岡真佐子名義
- ロボタン（1986年、YTV・東京ムービー新社） - カンちゃんの母
- シティーハンター3 第3話「香もプッツン！獠と令嬢"代打結婚物語"」（1989年、YTV・サンライズ） - 伊達加奈子

### OVA
- 敵は海賊〜猫たちの饗宴〜（エラン）
- MEGAZONE23 III（ニュースキャスター）

### ラジオ
- TBSラジオ「いすゞ歌うヘッドライト〜コックピットのあなたへ〜」（1976年10月 - 1987年3月 木曜日担当パーソナリティー）[2]
- TBSラジオ「大沢悠里のゆうゆうワイド」（2012年9月5日 麻生しおりとゲスト出演）
- 西日本放送ラジオ まこりんの流行歌大好き（2019年7月2日 - 2020年1月29日）

### テレビその他
- NHK BS9「今日のハイビジョン」（毎日の番組案内ナレーション）